# Acourtia lozanii
Acourtia lozanii là một loài thực vật có hoa trong họ Cúc. Loài này được (Greenm.) Reveal & R.M.King mô tả khoa học đầu tiên năm 1973.